# 724 Hapag
A 724 Hapag (ideiglenes jelöléssel 1911 NC) a Naprendszer kisbolygóövében található aszteroida. Johann Palisa fedezte fel 1911. október 21-én.